# 集まれ!コスモトレーナー
『集まれ！コスモトレーナー』（あつまれ-）は、オンラインゲームコミュニティサイトであるハンゲームが提供していたオンライン育成ゲームである。
2012年12月20日をもってサービスを終了した。

## 概要
プレイヤーはメットと呼ばれるキャラクターを育成し、他者の育成したメットと競わせる。自分の育成したメットが優勝すればプレイヤーのトレーナーとしてのレベルが上昇、最終的に一流トレーナーを目指すゲームである。
基本プレイは無料だが、メット育成時に使用するアイテムや、メットショップで販売されているメットの中には有料のものもある。

## ストーリー
生活圏を宇宙に移して久しい未来人。望郷の思いを募らせはじめたある日、彼らは地球で行われていた祭典『オリンピック』の資料を発見する。
だが、それは間違った資料であった。
しかし間違いに気づかない彼らは、その資料とうろ覚えの知識によって地球最大の祭典を復活させようとする。

## プレイの流れ
プレイヤーはメットのタイプ、カラー、性格（選択肢はランダム）を選び、自分のメットを作成する。次に育成ルームでトレーニングアイテムを使いメットのパラメータを上昇させる。ある程度育成が進んだら、対戦ルームで他人が育てたメットと対戦をさせ、ゲームをクリアすればゲーム内通貨であるコスモマネーを獲得していく。獲得したコスモマネーは、アイテム購入等に当てることができる。

## メット
「メット」とは、プレイヤーが育てるキャラクターのことである。
メットの入手方法
以下の3通りの方法で入手できる。
- ゲームスタート時、タイプ、カラー、性格（選択肢はランダム）を選択し初期メット入手
- ショップでチケットを購入し、スペシャルメット（後述）入手
- メットショップ（有料ガチャ）でスペシャルメット入手

メットショップで購入したメットを使用する場合は育成中のメットを引退させる必要がある。
メットの種類
- タイプ：外見の種類。ウサギタイプ等さまざまなタイプがある。
- カラー：通常色のほかに、スペシャルメットのみレアカラーと呼ばれるカラーが存在する。
- 性格：競技内で行うアクションの確率に影響する。

スペシャルメット
レアメット：血液型をプレイヤーが選択でき、引退時に付与されるコスモマネーがアップする。

## 育成方法
メットは、最大5人まで使用可能な育成ルーム内を自動で動き、床に設置されているトレーニングアイテムを使用することでパラメータが上昇する。
トレーニングアイテムはデフォルトで6種（基本アイテム）が使用可能となっており、それ以外のアイテムはコスモショップで購入できる。
なお、他者の育成ルームでメットを育成することも可能。他者のメットがいる場合にはメット同士のトレーニングや、他者の育成ルームにあるトレーニングアイテムを使用することができる。

## 対戦方法
メットの育成がある程度進んだら、対戦ルームで他者メットと競わせることができる。
競技は最大8人で対戦可能。競技の途中での失格やタイプアップで失格した場合はその時点で競技終了となり、クリアした場合は競技種目、参加人数、順位等によってコスモマネーが獲得できる。

## コスモマネー
「集まれ！コスモトレーナー」内のゲーム通貨で、競技をクリアしたときやメットを引退させたときに発生する。
プレイヤーの作成した育成ルームで行われるプレイヤーメットと他者メット同士のトレーニングや、他者メットが設置してあるトレーニングアイテムを使用した際に発生するジムポイントをコスモマネーに還元することもできる（還元率：ジムポイント÷10=還元コスモマネー）。

## 引退
メットのパラメータ上昇が止まったらメットを引退させることができ、引退時には戦績やパラメータの度合いに応じてコスモマネーが付与される。
引退後は新たに育てるメットを選択でき、チケットや有料ガチャで入手したメットを育てることも可能である。